# 소정 대곡리 삼층석탑
소정 대곡리 삼층석탑(小井 大谷里 三層石塔)은 세종특별자치시 소정면 대곡4리에 위치하고 있는 신라 시대의 삼층석탑이다. 2012년 12월 31일 세종특별자치시의 문화재자료 제11호로 지정되었다.

## 개요
총높이가 약 130cm 가량이며, 괴상의 조립질 화강암으로 이루어져 있다. 방형 지대석 위 에 최근에 보수한 시멘트제 중대석이 있고, 그 위에 상대석과 삼층 탑신이 올려져 있다. 상대석은 73cm의 방형으로 턱부분의 파손은 심하나 희미한 복련의 흔적을 찾을 수 있으며, 1층 탑신은 너비 30cm, 높이 25cm 의 별석으로 구성되었다. 1층 옥개석과 2층 탑신은 단일석으로 처리되었고, 옥개석 아랫부분에는 3단의 층급 받침이 있으며 옥개석의 추녀는 약간 반전되었다. 2층 옥개석 역시 3층 탑신과 동일한 석재로 처리되었고, 3층 옥개석과 상륜부 또한 동일석으로 이루어져 있다. 2층 옥개석과 3층 옥개석으로 올라갈수록 완만한 비율로 체감되어 있다.

## 보존 상태
탑의 상륜부는 파손되어 현재는 원형의 노반만이 남아있는데, 노반 중앙에는 찰 주공으로 생각되는 구멍이 있다. 암록색의 풍화면을 띠고 박락이 심하다. 현재 보존상태가 불량하여 석탑의 외형은 심하게 훼손된 상태이다.

## 참고 자료
- 소정 대곡리 삼층석탑 - 국가유산청 국가유산포털